# ستيفن سيغل
ستيفن سيغل (بالإنجليزية: Steven Siegel)‏ هو نحات أمريكي، ولد في 1953.